# N’Golo Kanté
N’Golo Kanté (* 29. März 1991 in Paris) ist ein französischer Fußballspieler. Er gewann 2018 mit der französischen Nationalmannschaft die Weltmeisterschaft in Russland. 2016 wurde Kanté mit Leicester City und 2017 mit dem FC Chelsea englischer Meister. Im Jahre 2021 gewann er mit dem FC Chelsea die UEFA Champions League.

## Karriere

### Vereine

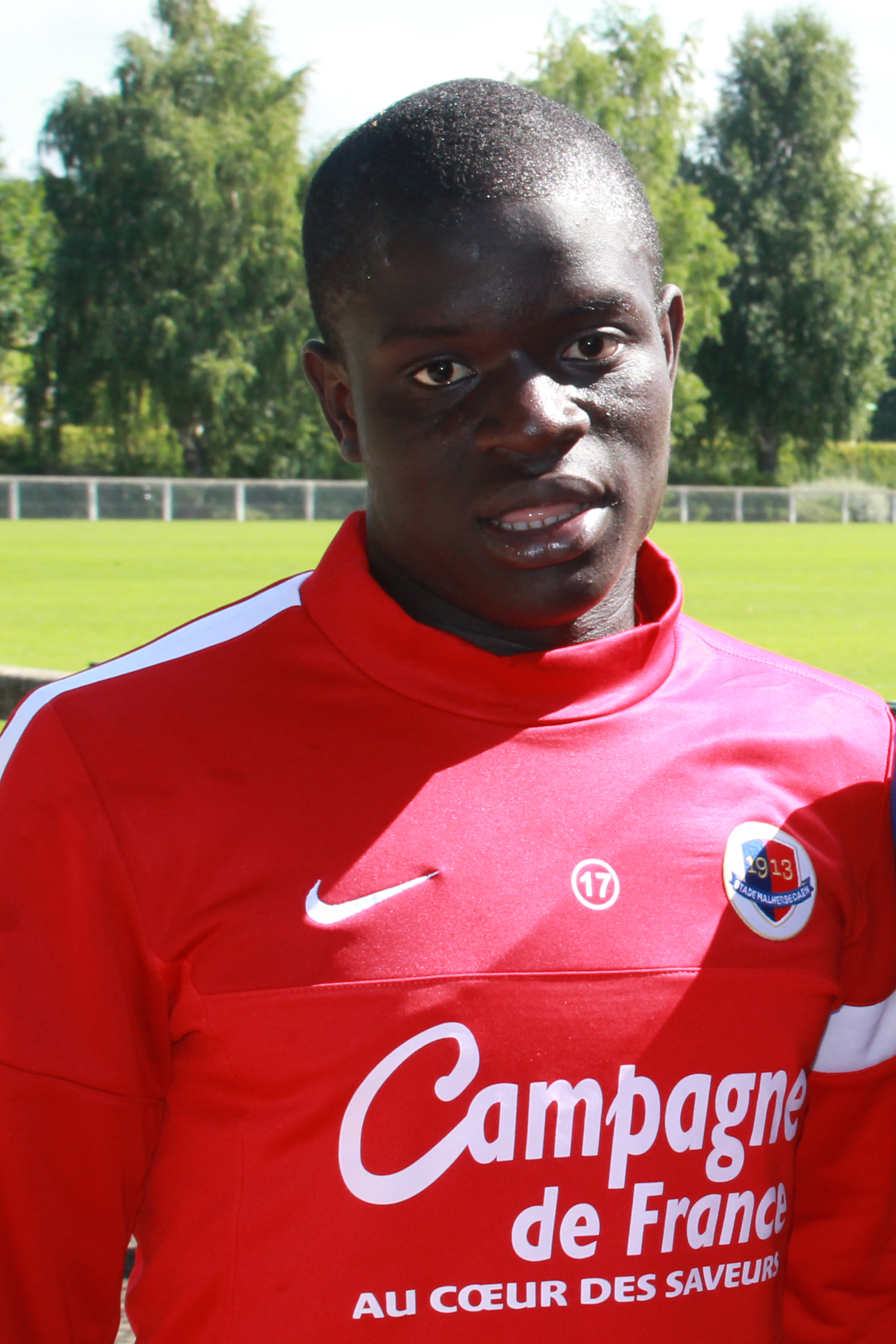
N’Golo Kanté (2013)

Kanté spielte von 1999 bis 2010 für einen unterklassigen Verein aus dem Pariser Vorort Suresnes, bevor er in die Reservemannschaft des Zweitligisten US Boulogne aufgenommen wurde. Seine erstmalige Berufung in die Profimannschaft erfolgte am letzten Spieltag der Saison 2011/12, als er bei einer 1:2-Niederlage gegen die AS Monaco in der 79. Minute eingewechselt wurde. Im Sommer 2012 erhielt er mit 21 Jahren einen Vertrag für die erste Mannschaft, mit der er allerdings fortan in der dritten Liga antreten musste; dabei avancierte er sofort zum Stammspieler und verpasste im Lauf des Jahres lediglich eine Partie.
Zugleich weckte er das Interesse des Zweitligisten SM Caen, der ihn zur Spielzeit 2013/14 verpflichtete; aufgrund einer Ausstiegsklausel war der Transfer ablösefrei. Wie zuvor in Boulogne konnte er sich auch in Caen sofort einen Stammplatz erkämpfen. Er verpasste in seinem ersten Jahr keine einzige Partie und leistete so seinen Beitrag zum im Folgejahr erreichten Aufstieg in die oberste nationale Spielklasse. Am 9. August 2014 erreichte er bei einem 3:0-Sieg gegen den FC Évian Thonon Gaillard sein Erstligadebüt und war dabei in der 12. Spielminute gleich als Torschütze zur Stelle. Auch in der höchsten Liga nahm er in der nachfolgenden Zeit einen festen Stammplatz ein.
Zu Beginn der Saison 2015/16 folgte sein erstmaliger Wechsel ins Ausland, als er vom englischen Erstligisten Leicester City unter Vertrag genommen wurde. Dabei wurde eine Ablösesumme von rund acht Millionen Euro fällig. Kanté kam in 37 Spielen zum Einsatz und wurde mit seinem Team englischer Meister.
Zur Saison 2016/17 wechselte Kanté zum FC Chelsea. Hier setzt er sich als Stammspieler im Mittelfeld der Blues durch und wurde am Ende der Saison wieder englischer Meister. Er wurde von seinen Spielerkollegen und den britischen Sportjournalisten zum Spieler des Jahres gewählt und ein halbes Jahr später zum französischen Fußballer des (Kalender-)Jahres. Im Mai 2021 gewann Kanté die UEFA Champions League. Im Finale besiegte Chelsea den Ligarivalen Manchester City mit 1:0.
Nach der Saison 2022/23 wechselte Kanté zum al-Ittihad Club nach Saudi-Arabien. Kanté galt während seiner Zeit bei FC Chelsea als einer der besten defensiven Mittelfeldspieler der Welt.

### Nationalmannschaft

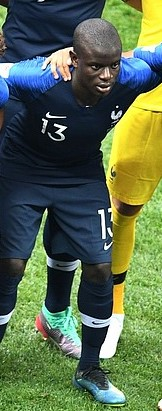
Kanté während der WM 2018

Kanté debütierte am 25. März 2016 bei einem 3:2-Sieg in einem Freundschaftsspiel gegen die Niederlande für die französische Nationalelf, als er zur zweiten Hälfte eingewechselt wurde. Vier Tage später zählte er an seinem 25. Geburtstag bei einer Begegnung gegen Russland (4:2) erstmals zur Startelf der Franzosen und erzielte in diesem Spiel seinen ersten Treffer für die Nationalmannschaft.
Er war Mitglied des französischen Kaders bei der Europameisterschaft 2016 in Frankreich und stand in den ersten beiden Spielen in der Startelf. Im Eröffnungsspiel gegen Rumänien gab er kurz vor Schluss die Vorlage zum 2:1-Siegtreffer. Im Achtelfinale gegen Irland bekam er früh eine Gelbe Karte und wurde beim Stand von 0:1 zur Halbzeit ausgewechselt. Da es seine zweite Verwarnung gewesen war, war er im Viertelfinale gesperrt. Im Halbfinale gegen Deutschland kam er erst als Einwechselspieler in der Schlussviertelstunde zum Einsatz, im Endspiel, das das Team mit 0:1 gegen Portugal verlor, kam er nicht zum Einsatz.
Die Weltmeisterschaft 2018 in Russland bestritt Kanté als Stammspieler im defensiven Mittelfeld neben Paul Pogba. Er bestritt alle Spiele von Anfang an und wurde nur im Finale gegen Kroatien in der 55. Minute für Steven Nzonzi ausgewechselt, da nach einer frühen gelben Karte ein vorzeitiger Platzverweis drohte. Nach dem 4:2-Sieg wurde er mit der Équipe Tricolore Weltmeister.
Bei der Europameisterschaft 2021 gelangte er mit der französischen Auswahl bis ins Achtelfinale, ehe Frankreich dort gegen die Schweiz im Elfmeterschießen ausschied.

### Privatleben
Kantés Eltern kamen 1980 von Mali nach Frankreich, wo er mit seiner Schwester in einfachen Verhältnissen in Rueil-Malmaison im Département Hauts-de-Seine aufwuchs. Er hat insgesamt acht Geschwister. 2002 starb sein Vater. 2018 starb ein Bruder. Kanté gilt als schüchtern und introvertiert.
Benannt ist er nach Ngolo Diarra, dem König des Reichs von Bambara. Kanté ist gläubiger und praktizierender Muslim, übt seine Religion aber sehr zurückhaltend aus.
Laut Football Leaks ist einer seiner bisherigen Spielerberater, den er seit seiner Jugend aus Hauts-de-Seine kennt, wegen Urkundenfälschung, Betrugs und mehrmaligen Cannabisbesitzes polizeibekannt. Jener Berater wurde wegen Letzterem zu Haftstrafen verurteilt. Als Kanté den Pariser Vorort, in dem er aufgewachsen ist, im Jahr 2017 besuchte, drohte ein Familienangehöriger dieses Beraters mit der Ermordung desselben, sollte Kanté nicht diesen zugunsten eines von jenen Erpressern vorgeschlagenen Beraters wechseln. Stand November 2019 hat er sich nicht von diesem Spielerberater, dessen Angehörige ihn erpressten, getrennt.

## Titel und Auszeichnungen

### Nationalmannschaft
- Weltmeister: 2018
- UEFA-Nations-League-Sieger: 2021

### Vereine
International
- Champions-League-Sieger: 2021
- Europa-League-Sieger: 2019
- Klub-Weltmeister: 2021
- UEFA-Super-Cup-Sieger: 2021

England
- Meister: 2016 (Leicester City), 2017 (FC Chelsea)
- Pokalsieger: 2018 (FC Chelsea)

### Auszeichnungen
- Nominierung für den Ballon d’Or: 2017, 2018, 2021
- Premier League Player of the Season: 2016/17
- Englands Fußballer des Jahres (Spielerwahl): 2016/17
- Englands Fußballer des Jahres (Journalistenwahl): 2016/17
- Frankreichs Fußballer des Jahres: 2017
- FIFA FIFPro World XI: 2018, 2021
- UEFA Team of the Year: 2018
- PFA Team of the Year (2): 2015/16, 2016/17
- ESM-Team des Jahres (2): 2015/16, 2016/17